# Nyilaskeresztes Párt – Hungarista Mozgalom
A Nyilaskeresztes Párt (NYKP) egy parancsuralmi, szélsőjobboldali, ultranacionalista, hungarista párt volt, Szálasi Ferenc harmadik pártja, mely ezen a néven 1939. március 15. és 1944. augusztus 24-e, majd a nyilas hatalomátvételt követően 1944. október 16-a és 1945. május 1-je között működött. A szovjetek által megszállt területen a hivatalos (de jure) betiltására 1945. február 26-án került sor.

## Története
Szálasi Ferenc az 1935. március 4-én megalapított, és a Darányi-kormány által 1937. április 16-án rendeletileg feloszlatott Nemzet Akaratának Pártja (NAP) után, 1937. október 24-én a budai Vigadóban rendezett gyűlésen nyilvánosan is deklarálta a Magyar Nemzeti Szocialista Párt (MNSZP) megalakítását. 1938. február 21-én a belügyminiszter az MNSZP-t – arra való hivatkozással, hogy azonos a betiltott Nemzeti Akarat Pártjával – szintén feloszlatta, egyben Szálasit letartóztatta. A börtönből való szabadulás után Szálasi 1938 áprilisában Nemzeti Szocialista Magyar Párt – Hungarista Mozgalom (NSZMP – HM) néven újjáalakította pártját, melyet 1939. február 23-án ismét betiltottak, azonban egy hónapon belül, 1939. március 15-én Nyilaskeresztes Párt néven megint újjáalakult. Így részt vehetett az 1939. május 25–26-án, pünkösdkor tartott (és ebből kifolyólag pünkösdi választásnak nevezett) országgyűlési választásokon. A párt neve a magyar szélsőjobb berkein belül egy ideje már használatban levő nyilaskeresztből alakult ki.

### 1939-es választások

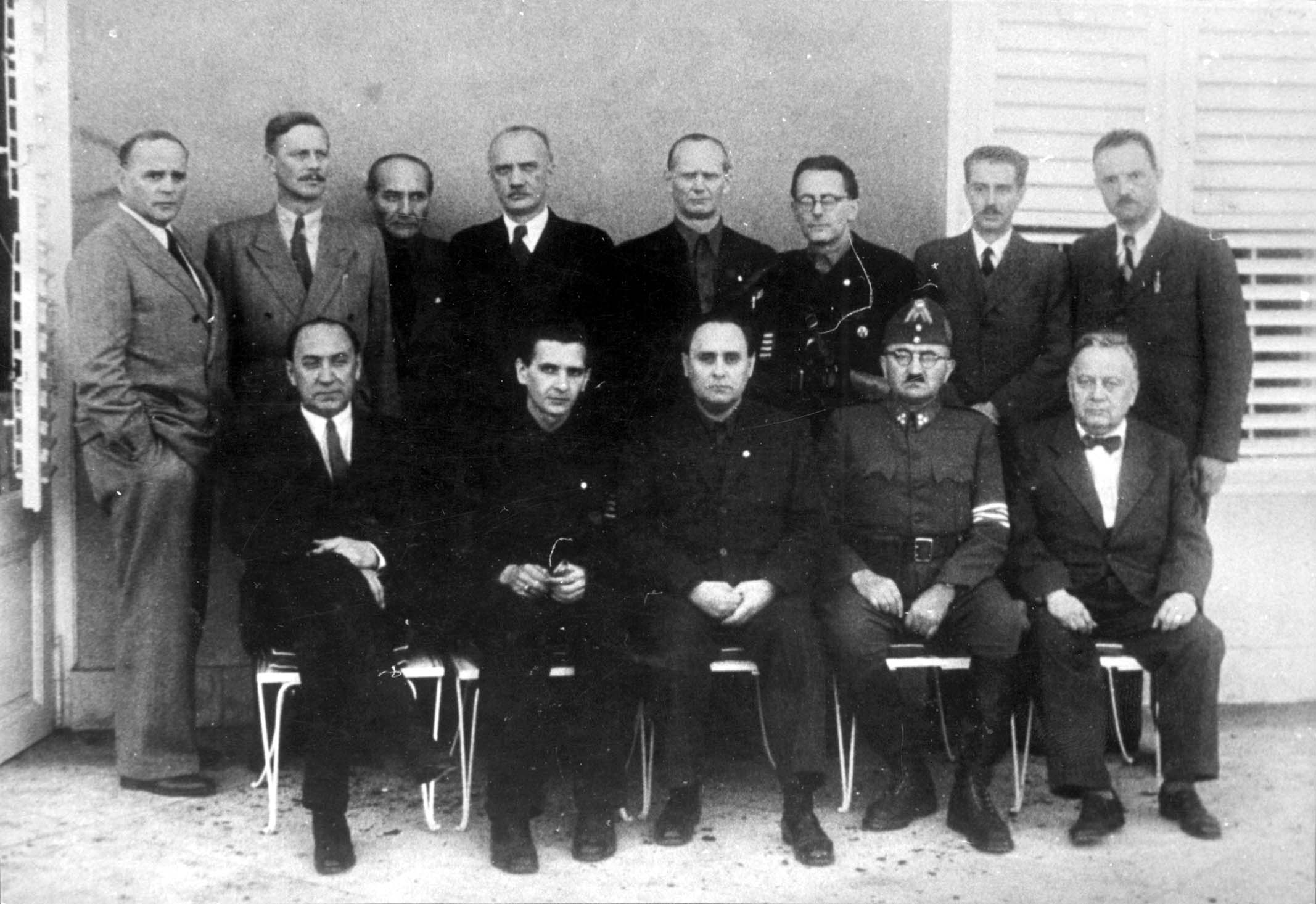
A Szálasi-kormány miután a nyilaskeresztes párt 1944. október 15-én puccsal magához ragadta a hatalmat: álló sor, balról jobbra: dr. Rajniss Ferenc vallás- és közoktatásügyi miniszter, gróf Pálffy Fidél földművelésügyi miniszter, Vajna Gábor belügyminiszter, Jurcsek Béla közellátási miniszter, Kovarcz Emil országmozgósítási- és hadfelszerelési miniszter, Kassai Ferenc propaganda- és nemzetvédelmi miniszter, Szakváry Emil iparügyi miniszter, Szöllősi Jenő miniszterelnök helyettes
Ülő sor, balról jobbra: Reményi-Schneller Lajos pénzügyminiszter, dr. báró Kemény Gábor külügyminiszter, Szálasi Ferenc nemzetvezető, Beregffy Károly honvédelmi miniszter, dr. Szász Lajos kereskedelem- és közlekedésügyi miniszter
A képről hiányzik Budinszky László igazságügyminiszter.

A Nyilaskeresztes Párt az 1939. május 25–26-án, pünkösdkor tartott (és ebből kifolyólag pünkösdi választásnak nevezett) országgyűlési választásokon a szavazatok 15,41%-át (338 049 szavazat) szerezte meg, és 29 mandátumhoz jutott az akkor 260 tagú Országgyűlésben. 1939 nyarára kb. 300 000 tagja lett a pártnak, annak ellenére, hogy sajtóját folyamatosan betiltották, és a vezetőit rendszeresen internálták.
1940-ben több kisebb nemzetiszocialista párt is beolvadt a Nyilaskeresztes Pártba, mint például a Keresztény Nemzeti Szocialista Front, vagy a Pálffy Fidél vezette Nyilaskeresztes Front (hivatalos nevén Egyesült Nemzeti Szocialista Párt).
A párt 1942. február 24-én fölvette a Nyilaskeresztes Párt – Hungarista Mozgalom nevet.

### Hatalomátvétel, Szálasi-kormány

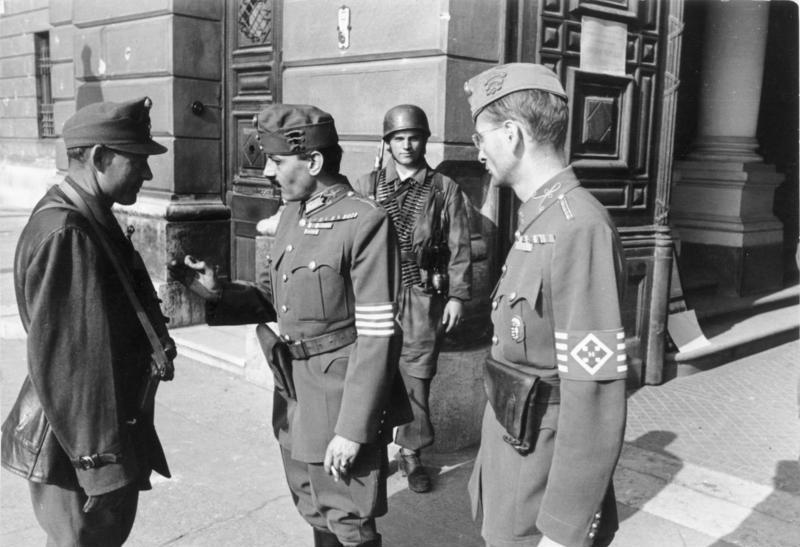
Nyilaskeresztes honvédtisztek 1944. október 16-án Budapesten. Háttérben egy őrséget adó német ejtőernyős

A Nyilaskeresztes Párt – Hungarista Mozgalom nevű pártot 1944. augusztus 24-én a Sztójay-kormány is betiltotta. Ezután „Hungarista Mozgalom” néven két hónapig illegálisan működtek, mígnem 1944. október 15-én este, nem sokkal Horthy Miklós lemondatása, majd letartóztatása után újjáalakult, és puccsal magához ragadta a hatalmat. A nyilas karhatalmisták még aznap este a Dunába lőttek munkaszolgálatos zsidókat a budapesti Lánchídnál és Margit hídnál.

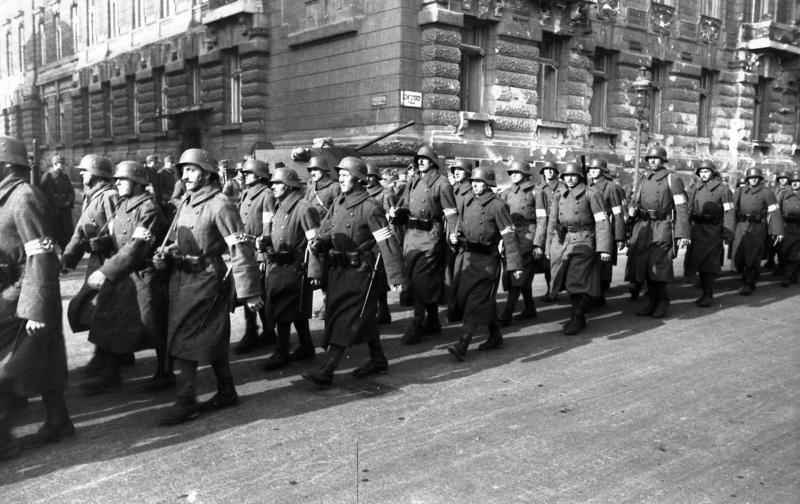
A szegedi 9. „Hunyadi János” gyalogezred II. zászlóaljának honvédjei 1944. október 16-án a Budai-várban, miután kötelezően feleskették őket Szálasira.

A 170 napnyi nyilas uralom során a Horthy által július 7-én leállíttatott deportálások újraindultak Adolf Eichmann vezetésével, és a nyilas kormány hozzájárulásával és támogatásával zsidók és cigányok tízezreit hurcolták kényszermunkára, illetve haláltáborokba. A Budapesten maradt zsidók túlnyomó részének vagyonát és lakásait a nyilas kormány elkobozta, az embereket gettóba zsúfolta. A fegyveres nyilasok zsidók ezreit gyilkolták meg a budapesti gettóban, illetve a város egyéb pontjain. A nyilas kormány alapvető stratégiája volt a szovjet csapatokkal szembeni feltétlen ellenállás. Ennek nyomán az ország egész területe hadszíntérré vált, és hetekig tartó ostrom alá került Budapest is, továbbá megsemmisültek a főváros Duna-hídjai.

### A háború utáni időszak
A háborút követően az új, kommunista vezetésű Magyarország karhatalmának, az ÁVH-nak a működésében sok egykori nyilas is (gúnynevükön „kisnyilasok”) részt vett,[forrás?] akik egy része önkéntesen, míg más része valamilyen külső „ösztönzés” hatására oda csatlakozott.[forrás?]
A rendszerváltás után Szabó Albert a hungarista elvek nyomán létrehozta a nyilaskeresztesek utódpártját Világnemzeti Népuralmista Párt néven 1993-ban. A pártot még abban az évben betiltották utódszervezeteivel együtt, de különböző formális vagy informális csoportosulások (pl. Magyar Nemzeti Arcvonal, Vér és Becsület, Pax Hungarica Mozgalom stb.) formájában ma is léteznek.

## Ideológiája
A többi nemzetiszocialista párthoz hasonlóan a Nyilaskeresztes Pártot is a nacionalizmus, a mezőgazdaság elsődleges helyre állítása, antikapitalizmus, antikommunizmus, revizionizmus (Nagy-Magyarország) és militáns antiszemitizmus jellemezte, mindemellett a munkások jogainak, illetve a földreformnak egyik fő szószólója és támogatója volt. A hungarizmus fajelméleti alapon nem beszélt alsóbbrendű és felsőbbrendű fajokról, csak együttélésre képtelen és együttélésre képes népekről.

### Gazdaságpolitika
A Szálasi által „brutálisan reális állami célkitűzéseknek” nevezett politikai irányvonal szerint az 1914 előtt felvett állami kölcsönöket Csonka-Magyarország nem fizeti vissza, az 1918 (első világháború vége) után felvetteket pedig 10 évre beszünteti, egyben a magánkölcsönöket is magára vállalja az állam, melyeknek kamatait (egységesen 3%) a hitelt felvevők ezután az államkasszába fizetik. A külkereskedelmet államosítja, ennek hasznát fele-fele arányban a termelőszövetkezet és az állam kapja.

## Nemzetgyűlési választásokon elért eredményei
| Választások | Szavazatok száma | Szavazatok aránya | Mandátumok száma | Mandátumok aránya | Parlamenti szerepe |
| ----------- | ---------------- | ----------------- | ---------------- | ----------------- | ------------------ |
| 1939-es     | 338 049          | 15,41%            | 29               | 11,15%            | ellenzék           |